# 27 Guns
27 Guns es una película biográfica de acción y aventuras sobre Yoweri Museveni y sus colegas militares durante la Guerra civil ugandesa. Fue dirigida por Natasha Museveni Karugire y se estrenó en Kampala el 8 de septiembre de 2018 y luego se proyectó en Johannesburgo, Sudáfrica, el 19 de septiembre.

## Sinopsis
Un grupo de jóvenes idealistas dejan atrás sus vidas para luchar por su nación. Con poco más que disciplina y coraje y animados por el espíritu indomable de un pueblo oprimido se lanzaron a una guerra de guerrillas prolongada.

## Reparto
El papel principal de Yoweri Kaguta Museveni fue otorgado a Arnold Mubangizi en su debut como actor, Diana Museveni Kamuntu interpretó a su madre Janet Kataha Museni.
| Actor                   | Personaje              |
| ----------------------- | ---------------------- |
| Arnold Mubangizi        | Yoweri Kaguta Museveni |
| Diana Museveni Kamuntu  | Janet Kataha Museni    |
| Sezi Jedediah Nuwewenka | Salim Saleh            |
| Godwin Ahimbisibwe      | Akanga Byaruhanga      |
| Precious Kamwine Amanya | Joy Mirembe            |
| Daphne Ampire           | Joviah Saleh           |
| Einstein Ayebare        | Sam Kat abarwa         |
| T. Steve Ayeny          | Julius Oketta          |
| Geofrey Bukenya         | Sam Magara             |
| Patrick Kabayo          | Fred Nkuranga Rubereza |
| Diana Kahunde           | Berna Karugaba         |
| Daniel Kandiho          | Fred Mugisha           |
| Bint Kasede             | Kizza Besigye          |
| Allan Katongole         | Moisés Kigongo         |
| Alvin Katungi           | Chef Ali               |
| Kenny Katuramu          | Pecos Kutesa           |
| Aggie Kebirungi         | Dora Kutesa            |
| Aganza Kisaka           | Proscovia Nalweyiso    |
| Cleopatra Koheirwe      | Alice Kaboyo           |
| Timothy Magara          | Andrew Lutaaya         |
| John Magyezi            | Fred Rwigyema          |
| Patrick Massa           | Ruhakana Rugunda       |
| Melvin Mukasa           | Jim Muhwezi            |
| Daniel Murungi          | Arthur Kasasira        |
| Elvis Edward Mutebi     | Matayo Kyaligonza      |
| Jenkins Mutumba         | Elly Tumwine           |
| Nicholas Nsubuga        | Ivan Koreta            |
| Ivan Ungeyigiu          | Julius Chihandae       |
| Lenz Vivasi             | Patrick Lumumba        |
| Michael Wawuyo Jr.      |                        |

## Producción
El rodaje de 27 Guns comenzó el 8 de agosto de 2017 y se prolongó durante noventa días. El tráiler de la película se lanzó en mayo de 2018. Fue rodada en locaciones de Mpigi/Singo, Buikwe y Kampala. Isaiah 60 Productions estuvo a cargo de la producción y distribución de la película.